# Administration territoriale de l'Estrie
Le palier supra-local de l'administration territoriale de l'Estrie regroupe huit municipalités régionales de comté et un territoire équivalent.
Le palier local est constitué de 118 municipalités locales. Il n'y a ni territoire non organisé ni réserve indienne en Estrie.

## Palier supra-local
| Nom                    | Chef-lieu          | Population 2021 | Superficie terrestre km2 | Densité hab./km2 |
| ---------------------- | ------------------ | --------------- | ------------------------ | ---------------- |
| Brome-Missisquoi       | Cowansville        | 64 786          | 1 685,9                  | 38,43            |
| Coaticook              | Coaticook (Québec) | 18 906          | 1 354,7                  | 13,96            |
| La Haute-Yamaska       | Granby             | 92 796          | 650,4                    | 142,68           |
| Le Granit              | Lac-Mégantic       | 21 948          | 2 831,8                  | 7,75             |
| Le Haut-Saint-François | Cookshire-Eaton    | 22 926          | 2 307,5                  | 9,94             |
| Le Val-Saint-François  | Richmond           | 31 551          | 1 416,6                  | 22,27            |
| Les Sources            | Asbestos           | 14 623          | 792,9                    | 18,44            |
| Memphrémagog           | Magog              | 54 797          | 1 449                    | 37,82            |
| Sherbrooke*            |                    | 172 950         | 367,1                    | 471,13           |
| Région                 | Région             | 499 197         | 12 855,9                 | 38,83            |

Le conseil d’administration de La Table des MRC de l’Estrie rassemble deux élus, dont le préfet, de chacune des 9 MRC ou TÉ de l’Estrie.

## Palier local

### Municipalités locales
| Nom                               | Désignation              | Superficie km² | Population 2021 | MRC                              | Code                                                                                       |
| --------------------------------- | ------------------------ | -------------- | --------------- | -------------------------------- | ------------------------------------------------------------------------------------------ |
| Abercorn                          | Municipalité de village  | 27             | 341             | Brome-Missisquoi                 | 2446005                                                                                    |
| Ascot Corner                      | Municipalité             | 85,2           | 3 368           | Le Haut-Saint-François           | 2441055                                                                                    |
| Audet                             | Municipalité             | 134            | 708             | Le Granit                        | 2430055                                                                                    |
| Austin                            | Municipalité             | 86,5           | 1 748           | Memphrémagog                     | 2445085                                                                                    |
| Ayer's Cliff                      | Municipalité de village  | 5,5            | 1 180           | Memphrémagog                     | 2445035                                                                                    |
| Bedford                           | Municipalité de canton   | 32,3           | 658             | Brome-Missisquoi                 | 2446040                                                                                    |
| Bedford                           | Ville                    | 4,4            | 2 558           | Brome-Missisquoi                 | 2446035                                                                                    |
| Barnston-Ouest                    | Municipalité             | 100,1          | 546             | Coaticook                        | 2444045                                                                                    |
| Bolton-Est                        | Municipalité             | 81,6           | 1 108           | Memphrémagog                     | 2445095                                                                                    |
| Bolton-Ouest                      | Municipalité             | 102,2          | 732             | Brome-Missisquoi                 | 2446065                                                                                    |
| Bonsecours                        | Municipalité             | 61,2           | 650             | Le Val-Saint-François            | 2442040                                                                                    |
| Brigham                           | Municipalité             | 88,4           | 2 282           | Brome-Missisquoi                 | 2446090                                                                                    |
| Brome                             | Municipalité de village  | 11,5           | 341             | Brome-Missisquoi                 | 2446070                                                                                    |
| Bromont                           | Ville                    | 116,1          | 11 357          | Brome-Missisquoi                 | 2446078                                                                                    |
| Bury                              | Municipalité             | 235,5          | 1 252           | Le Haut-Saint-François           | 2441070                                                                                    |
| Chartierville                     | Municipalité             | 142,6          | 319             | Le Haut-Saint-François           | 2441020                                                                                    |
| Cleveland                         | Municipalité de canton   | 124,3          | 1 581           | Le Val-Saint-François            | 2442110                                                                                    |
| Coaticook                         | Ville                    | 223,6          | 8 867           | Coaticook                        | 2444037                                                                                    |
| Compton                           | Municipalité             | 208,3          | 3 270           | Coaticook                        | 2444071                                                                                    |
| Cookshire-Eaton                   | Ville                    | 298,7          | 5 344           | Agglomération de Cookshire-Eaton | 2441038                                                                                    |
| Cowansville                       | Ville                    | 48,7           | 15 234          | Brome-Missisquoi                 | 2446080                                                                                    |
| Danville                          | Ville                    | 153,6          | 3 888           | Les Sources                      | 2440047                                                                                    |
| Dixville                          | Municipalité             | 77,4           | 732             | Coaticook                        | 2444023                                                                                    |
| Dudswell                          | Municipalité             | 223,7          | 1 755           | Le Haut-Saint-François           | 2441117                                                                                    |
| Dunham                            | Ville                    | 196,2          | 3 599           | Brome-Missisquoi                 | 2446050                                                                                    |
| East Angus                        | Ville                    | 8,3            | 3 840           | Le Haut-Saint-François           | 2441060                                                                                    |
| East Farnham                      | Municipalité             | 5              | 612             | Brome-Missisquoi                 | 2446085                                                                                    |
| East Hereford                     | Municipalité             | 73,3           | 282             | Coaticook                        | 2444010                                                                                    |
| Eastman                           | Municipalité             | 77,1           | 2 279           | Memphrémagog                     | 2445093                                                                                    |
| Farnham                           | Ville                    | 94,1           | 10 149          | Brome-Missisquoi                 | 2446112                                                                                    |
| Frelighsburg                      | Municipalité             | 124,6          | 1 123           | Brome-Missisquoi                 | 2446010                                                                                    |
| Frontenac                         | Municipalité             | 244,6          | 1 811           | Le Granit                        | 2430025                                                                                    |
| Granby                            | Ville                    | 156,1          | 69 025          | La Haute-Yamaska                 | 2447017                                                                                    |
| Hampden                           | Municipalité de canton   | 111,8          | 193             | Le Haut-Saint-François           | 2441075                                                                                    |
| Ham-Sud                           | Municipalité             | 152,4          | 214             | Les Sources                      | 2440005                                                                                    |
| Hatley                            | Municipalité             | 66,6           | 771             | Memphrémagog                     | 2445043                                                                                    |
| Hatley                            | Municipalité de canton   | 75,9           | 771             | Memphrémagog                     | 2445055                                                                                    |
| Kingsbury                         | Municipalité de village  | 7,1            | 142             | Le Val-Saint-François            | 2442070                                                                                    |
| Lac-Brome                         | Ville                    | 223,6          | 5 923           | Brome-Missisquoi                 | 2446075                                                                                    |
| Lac-Drolet                        | Municipalité             | 128,2          | 1 067           | Le Granit                        | 2430080                                                                                    |
| Lac-Mégantic                      | Ville                    | 25,18          | 5 747           | Le Granit                        | 2430030                                                                                    |
| Lambton                           | Municipalité             | 124,7          | 1 630           | Le Granit                        | 2430095                                                                                    |
| La Patrie                         | Municipalité             | 206,7          | 805             | Le Haut-Saint-François           | 2441027                                                                                    |
| Lawrenceville                     | Municipalité de village  | 17,2           | 618             | Le Val-Saint-François            | 2442045                                                                                    |
| Lingwick                          | Municipalité de canton   | 249,6          | 456             | Le Haut-Saint-François           | 2441085                                                                                    |
| Magog                             | Ville                    | 167,5          | 28 312          | Memphrémagog                     | 2445072                                                                                    |
| Maricourt                         | Municipalité             | 62,1           | 456             | Le Val-Saint-François            | 2442065                                                                                    |
| Marston                           | Municipalité de canton   | 78,7           | 777             | Le Granit                        | 2430035                                                                                    |
| Martinville                       | Municipalité             | 48,4           | 441             | Coaticook                        | 2444060                                                                                    |
| Melbourne                         | Municipalité de canton   | 173,7          | 1 096           | Le Val-Saint-François            | 2442075                                                                                    |
| Milan                             | Municipalité             | 130,8          | 318             | Le Granit                        | 2430040                                                                                    |
| Nantes                            | Municipalité             | 120,5          | 1 388           | Le Granit                        | 2430045                                                                                    |
| Newport                           | Municipalité             | 272,5          | 698             | Agglomération de Cookshire-Eaton | 2441037                                                                                    |
| North Hatley                      | Municipalité de village  | 4,6            | 675             | Memphrémagog                     | 2445050                                                                                    |
| Notre-Dame-de-Stanbridge          | Municipalité             | 44,1           | 691             | Brome-Missisquoi                 | 2446100                                                                                    |
| Notre-Dame-des-Bois               | Municipalité             | 192,1          | 1 028           | Le Granit                        | 2430010                                                                                    |
| Ogden                             | Municipalité             | 84,1           | 761             | Memphrémagog                     | 2445020                                                                                    |
| Orford                            | Municipalité de canton   | 148,6          | 5 007           | Memphrémagog                     | 2445115                                                                                    |
| Pike River                        | Municipalité             | 41,8           | 503             | Brome-Missisquoi                 | 2446025                                                                                    |
| Piopolis                          | Municipalité             | 111,7          | 398             | Le Granit                        | 2430020                                                                                    |
| Potton                            | Municipalité de canton   | 278,6          | 2 012           | Memphrémagog                     | 2445030                                                                                    |
| Racine                            | Municipalité             | 107,6          | 1 340           | Le Val-Saint-François            | 2442032                                                                                    |
| Richmond                          | Ville                    | 6,92           | 3 259           | Le Val-Saint-François            | 2442098                                                                                    |
| Roxton Pond                       | Municipalité             | 103,4          | 4 224           | La Haute-Yamaska                 | 2447047                                                                                    |
| Saint-Adrien                      | Municipalité             | 98,8           | 522             | Les Sources                      | 2440010                                                                                    |
| Saint-Alphonse-de-Granby          | Municipalité             | 50,2           | 3 341           | La Haute-Yamaska                 | 2447010                                                                                    |
| Saint-Armand                      | Municipalité             | 84             | 1 228           | Brome-Missisquoi                 | 2446017                                                                                    |
| Saint-Augustin-de-Woburn          | Municipalité de paroisse | 284,1          | 667             | Le Granit                        | 2430005                                                                                    |
| Saint-Benoît-du-Lac               | Municipalité             | 2,4            | 43              | Memphrémagog                     | 2445080                                                                                    |
| Saint-Camille                     | Municipalité de canton   | 83,6           | 551             | Les Sources                      | 2440025                                                                                    |
| Saint-Claude                      | Municipalité             | 121,5          | 1 141           | Le Val-Saint-François            | 2442100                                                                                    |
| Saint-Denis-de-Brompton           | Municipalité             | 75,5           | 4 594           | Le Val-Saint-François            | 2442025                                                                                    |
| Saint-Étienne-de-Bolton           | Municipalité             | 49             | 816             | Memphrémagog                     | 2445100                                                                                    |
| Saint-François-Xavier-de-Brompton | Municipalité             | 98,9           | 2 469           | Le Val-Saint-François            | 2442020                                                                                    |
| Saint-Georges-de-Windsor          | Municipalité             | 128,1          | 958             | Les Sources                      | 2440032                                                                                    |
| Saint-Joachim-de-Shefford         | Municipalité             | 129,2          | 1 476           | La Haute-Yamaska                 | 2447040                                                                                    |
| Saint-Herménégilde                | Municipalité             | 168,8          | 690             | Coaticook                        | 2444015                                                                                    |
| Saint-Ignace-de-Stanbridge        | Municipalité             | 69,9           | 677             | Brome-Missisquoi                 | 2446095                                                                                    |
| Saint-Isidore-de-Clifton          | Municipalité             | 178,6          | 673             | Le Haut-Saint-François           | 2441012                                                                                    |
| Saint-Ludger                      | Municipalité             | 128,7          | 1 074           | Le Granit                        | 2430072                                                                                    |
| Saint-Malo                        | Municipalité             | 131,93         | 514             | Coaticook                        | 2444003                                                                                    |
| Saint-Robert-Bellarmin            | Municipalité             | 237,8          | 529             | Le Granit                        | 2430070                                                                                    |
| Saint-Romain                      | Municipalité             | 116            | 711             | Le Granit                        | 2430100                                                                                    |
| Saint-Sébastien                   | Municipalité             | 91,98          | 692             | Le Granit                        | 2430085                                                                                    |
| Saint-Venant-de-Paquette          | Municipalité             | 58,6           | 69              | Coaticook                        | 2444005                                                                                    |
| Sainte-Anne-de-la-Rochelle        | Municipalité             | 62             | 625             | Le Val-Saint-François            | 2442050                                                                                    |
| Sainte-Catherine-de-Hatley        | Municipalité             | 99,2           | 2 741           | Memphrémagog                     | 2445060                                                                                    |
| Sainte-Cécile-de-Milton           | Municipalité             | 73,3           | 2 195           | La Haute-Yamaska                 | 2447055                                                                                    |
| Sainte-Cécile-de-Whitton          | Municipalité             | 149,4          | 853             | Le Granit                        | 2430050                                                                                    |
| Sainte-Edwidge-de-Clifton         | Municipalité de canton   | 102,2          | 546             | Coaticook                        | 2444055                                                                                    |
| Sainte-Sabine                     | Municipalité             | 55,4           | 1 105           | Brome-Missisquoi                 | 2446105                                                                                    |
| Scotstown                         | Ville                    | 12             | 459             | Le Haut-Saint-François           | 2441080                                                                                    |
| Shefford                          | Municipalité de canton   | 119,3          | 7 253           | La Haute-Yamaska                 | 2447035                                                                                    |
| Sherbrooke                        | Ville                    | 367,1          | 172 950         | *                                | [https://wikidata-externalid-url.toolforge.org/?p=3012&id=2443+et+2443027 2443 et 2443027] |
| Stanstead                         | Municipalité de canton   | 135,7          | 1 148           | Memphrémagog                     | 2445025                                                                                    |
| Stanstead                         | Ville                    | 22,3           | 2 824           | Memphrémagog                     | 2445008                                                                                    |
| Stanstead-Est                     | Municipalité             | 116,1          | 642             | Coaticook                        | 2444050                                                                                    |
| Stoke                             | Municipalité             | 252,9          | 3 014           | Le Val-Saint-François            | 2442005                                                                                    |
| Stornoway                         | Municipalité             | 184,6          | 535             | Le Granit                        | 2430105                                                                                    |
| Stanbridge East                   | Municipalité             | 49,9           | 834             | Brome-Missisquoi                 | 2446045                                                                                    |
| Stanbridge Station                | Municipalité             | 18,2           | 291             | Brome-Missisquoi                 | 2446030                                                                                    |
| Stratford                         | Municipalité de canton   | 139,5          | 1 036           | Le Granit                        | 2430110                                                                                    |
| Stukely-Sud                       | Municipalité de village  | 63,8           | 1 142           | Memphrémagog                     | 2445105                                                                                    |
| Sutton                            | Ville                    | 248,5          | 4 548           | Brome-Missisquoi                 | 2446058                                                                                    |
| Ulverton                          | Municipalité             | 52,4           | 433             | Le Val-Saint-François            | 2442078                                                                                    |
| Valcourt                          | Municipalité de canton   | 80,6           | 1 029           | Le Val-Saint-François            | 2442060                                                                                    |
| Valcourt                          | Ville                    | 5,5            | 2 139           | Le Val-Saint-François            | 2442055                                                                                    |
| Val-des-Sources                   | Ville                    | 31,7           | 7 088           | Les Sources                      | 2440043                                                                                    |
| Val-Joli                          | Municipalité             | 91,64          | 1 671           | Le Val-Saint-François            | 2442095                                                                                    |
| Val-Racine                        | Municipalité             | 118,6          | 183             | Le Granit                        | 2430015                                                                                    |
| Warden                            | Municipalité de village  | 5,6            | 362             | La Haute-Yamaska                 | 2447030                                                                                    |
| Waterloo                          | Ville                    | 13,3           | 4 920           | La Haute-Yamaska                 | 2447025                                                                                    |
| Waterville                        | Ville                    | 44,8           | 2 307           | Coaticook                        | 2444080                                                                                    |
| Weedon                            | Municipalité             | 216,42         | 2 667           | Le Haut-Saint-François           | 2441098                                                                                    |
| Westbury                          | Municipalité de canton   | 57,3           | 1 097           | Le Haut-Saint-François           | 2441065                                                                                    |
| Windsor                           | Ville                    | 15             | 5 294           | Le Val-Saint-François            | 2442088                                                                                    |
| Wotton                            | Municipalité             | 144,7          | 1 402           | Les Sources                      | 2440017                                                                                    |
| Total                             |                          | 12 855,9       | 319 004         |                                  |                                                                                            |